# Tineophoctonus euphranor
Tineophoctonus euphranor är en stekelart som först beskrevs av Walker 1849.  Tineophoctonus euphranor ingår i släktet Tineophoctonus och familjen sköldlussteklar. Inga underarter finns listade i Catalogue of Life.